# 32544 Debjaniroy
32544 Debjaniroy este o planetă minoră (asteroid), cu un diametru de 2,304 km, din centura de asteroizi. A fost descoperită pe 16 august 2001 la Experimental Test Site⁠(d) de Lincoln Near-Earth Asteroid Research. 
Obiectul prezintă o orbită caracterizată de o semiaxă mare de 2,4035652 UAi, o excentricitate de 0,1, o înclinație de 6,60926 ° în raport cu ecliptica.